# Rudolph Rothe
Rudolph Rothe (født 18. oktober 1802 i København; død 30. januar 1877 på Frederiksberg) var en dansk slotsgartner og etatsråd. Hans udformning af Jægersborg Dyrehave er med i Kulturkanonen.
Han var bror til Andreas Bjørn Rothe, August Rothe, Viggo Rothe og Wilhelm Rothe.

## Ungdom
Hans forældre var konferensråd Christian Rothe og dennes 1. hustru. Sin skoleundervisning modtog han i Borgerdydskolen i København, og da han var 16 år gammel, kom han i gartnerlære. Det var et særsyn dengang at se en søn af en så anset familie som den Rotheske vælge gartneriet til levevej, hvorfor det sikkert har været en levende interesse og medfødt kald, der førte Rothe ind herpå.
Efter et treårigt ophold i Frederiksberg Have under slotsgartner Petersen og i Rosenborg Have under den dygtige slotsgartner Lindegaard tog han i 1821 gartnereksamen. Rothe blev derefter medhjælper i den botaniske have, og efter to års forløb underkastede han sig den daværende botaniske gartnereksamen. Fra 1824-27 foretog han en rejse gennem Tyskland, Østrig, Ungarn, Schweiz, Norditalien, Frankrig og Holland, men da den statsunderstøttelse, han havde modtaget, var lille, måtte han gøre det meste af rejsen til fods og tage arbejde i de byer, hvor han for sit studiums skyld vilde opholde sig i længere tid. At denne rejsemåde for en så lærelysten og begavet ung mand var særlig skikket til, at han grundigt kunne sætte sig ind i mangt og meget, bærer den af Rothe efter hans hjemkomst udgivne Udtog af en Dagbog over Gartneri (1828) synligt vidnesbyrd om.

## Gennembrud
Allerede inden Rothe tiltrådte sin rejse, var landskabsgartneriet den side af havebruget, som han omfattede med særlig forkærlighed, og dels gennem de mange indtryk fra haveanlæg i den fremmede natur, dels gennem påvirkning fra datidens mestre på landskabsgartneriets område – som landskabsgartnerne Peter Joseph Lenné og von Skell i Tyskland, von Riedel i Østrig med flere, hvem rejsen bragte ham i personlig berøring med – næredes og udvikledes hans sans for denne retning.
Efter sin hjemkomst blev Rothe ansat som privatsekretær hos grev A.W. Moltke på Bregentved, og hans første større arbejde på landskabsgartneriets område foreligger fra denne tid i form af Planer til Forskjønnelsesanlæg paa Bregentved, som delvis gennemførtes under hans ledelse. Da stillingen som privatsekretær imidlertid nødvendigvis måtte medføre mange arbejder af ikke-gartnerisk natur, tilfredsstillede denne virksomhed ham ikke helt, og da pladsen som slotsgartner ved Fredensborg i 1833 blev ledig, søgte han denne, skønt de økonomiske kår som slotsgartner var meget ringere, end hvad grev Moltke bød ham.
Slotsparken i Fredensborg var, da Rothe overtog pladsen, en blanding af forsømt fransk havestil og skovvildnis. At rekonstruere anlægget i fransk stil ville være meget bekosteligt, og Rothe valgte derfor at omforme den i landskabsgartnerisk stil, en opgave, som han løste med ikke ringe genialitet, hvad den nuværende stemningsrige park står som et varigt minde om. Foruden til Fredensborg Have udkastede han ved denne tid tillige planer til omlægning af forskellige private haver og haven på Marienlyst Slot samt foretog betydelige udhugninger i Jægersborg Dyrehave, hvorved han gav nye beviser på sit blik for smukke og virkningsfulde udsigter. I erkendelse af hans talent på det landskabsgartneriske område blev der i 1841 tilstået ham statsunderstøttelse til at foretage en rejse i England og Skotland, for at han kunde gøre sig bekendt med de derværende parker.

## Nye udfordringer
Som følge af forfatningsforandringen i 1849 ophørte Fredensborg at være kongens, men gik over til at være statsejendom, og samtidig inddrog man slotsgartnerembedet. Rothe fik da ansættelse som landskabsgartner eller, som det senere kaldtes, inspektør ved de offentlige lysthaver og fik således tilsynet med Frederiksberg Have og Søndermarken, Rosenborg Have, Fredensborg, og senere Frederiksborg, Charlottenlund, Sorgenfri og Bernstorff slotshaver.
Foruden gennem denne virksomhed arbejdede han også på anden måde med dygtighed og levende interesse for at vække sansen for landskabsgartneriet i Danmark. Han ydede sin medvirkning ved flere private havers anlæg. I vinteren 1850-51 holdt han en række offentlige foredrag i Botanisk Haves læsesal over landskabsgartneri, ligesom han i Haveselskabets sal holdt adskillige foredrag for medlemmerne over samme emne, og i 1853 skrev han en bog, Landskabsgartneriske Betragtninger over Danmark – et tidligt værk i den danske havebrugslitteratur om landskabsgartneri.

## Indsats på uddannelsesområdet
Foruden på landskabsgartneriets område har Rothe tillige i andre retninger gjort sig fortjent af gartneriet i Danmark, i hvilken henseende særlig fortjener at fremdrages hans virksomhed for
uddannelsen af unge gartnere. Som slotsgartner på Fredensborg og senere, da han var flyttet til København som landskabsgartner, gav han teoretisk undervisning for gartnerelever, og han varetog sit hverv med alvor og grundighed. I 1835 blev Rothe medlem af den daværende eksamenskommission for gartnere, hvis formand han senere blev. Han havde i disse år meget indflydelse på de forandringer, som indførtes med hensyn til eksamensfordringerne, ved hvilke man søgte særlig at sikre sig, at enhver eksamineret gartner var i besiddelse ikke alene af den fornødne håndfærdighed, men også af de mest elementære teoretiske kundskaber i gartneriets forskellige grene.
Rothe var medstifter af det i 1835 dannede første Haveselskab, Det Kongelige Danske Haveselskab, og han var i en årrække medredaktør af dets tidsskrift, hvori han skrev forskellige artikler. Rothe blev 1842 Ridder af Dannebrog, 1852 forstråd, 1867 Dannebrogsmand og 1869 etatsråd. Fra 1868 indtil sin død, 30. januar 1877, var han formand for Gartnernes Hjælpeforening.
Han er afbildet i marmorbuste af August Saabye 1875 (Det Nationalhistoriske Museum på Frederiksborg Slot) og på et ungdomsmaleri (familieeje). Xylografi af Georg Pauli 1877.

## Privatliv
20. december 1830 ægtede han Anne Maria Friedenreich (16. december 1805 – 2. november 1841), datter af oberstløjtnant i Københavns borgerlige Infanteri, vinhandler Peter Johannes Friedenreich og Anne Cathrine f. Ordtholm. 13. april 1846 ægtede Rothe Johanne Mathea Mangor (8. juli 1804 – 30. april 1894), datter af grosserer i København Valentin Nicolai Mangor og Anna Marie f. Bang.